# 입둘레근
입둘레근(영어: orbicularis oris muscle) 또는 구륜근(한국 한자: 口輪筋)은 입을 둘러싸고 있는 근육의 복합체이다. 조임근에 속하는 원형의 근육지만 실제로는 네 개의 독립적인 사분원 모양 근육이 엮여서 구성되어 있다.
또한 모든 금관악기와 일부 목관악기를 연주할 때 사용되는 근육 중 하나이다. 입둘레근이 수축하면 입을 닫고 입술을 오므린다.

## 구조
입둘레근은 눈둘레근과 같은 단순한 조임근이 아니고, 서로 다른 방향으로 향하는 여러 층의 근섬유가 입 주변을 둘러싸 형성된다. 입둘레근의 섬유는 부분적으로는 입술에 닿는 다른 얼굴의 근육들에서 유래하며, 그 외에는 입둘레근 자체적인 섬유도 존재한다. 전자의 경우 상당한 수가 볼근에서 유래하며 입둘레근 깊은층을 형성한다. 볼근 중간 쪽의 일부 섬유는 입꼬리에서 서로 교차하여, 위턱뼈에서 일어난 섬유가 아랫입술로 향하고 아래턱뼈에서 일어난 섬유가 윗입술로 향한다. 볼근의 가장 위쪽과 아래쪽 섬유는 교차하지 않고 입술을 가로질러 연속된다.
깊은층보다 얕은 쪽에는 둘째 층이 존재한다. 둘째 층은 입꼬리에서 서로 교차해서 온 입꼬리올림근과 입꼬리내림근의 섬유에 의해 형성된다. 입꼬리올림근에서 온 섬유는 아랫입술로, 입꼬리내림근에서 온 섬유는 윗입술로 가서 정중선 근처의 피부에 닿는다. 이에 더해 윗입술올림근, 광대근, 아랫입술내림근에서 온 섬유들이 입꼬리올림근과 입꼬리내림근의 가로 방향 섬유와 섞인다. 입술의 고유한 섬유는 비스듬한 방향으로, 입술이 두껍기 때문에 피부의 아래쪽 표면에서 점막으로 향한다.
마지막으로 위로는 위턱뼈와 코사이막(비중격), 아래로는 아래턱뼈와 연결되는 섬유가 발생한다. 윗입술에서는 이로 인해 가쪽과 안쪽에 두 개의 띠가 생긴다. 가쪽의 띠(incisivus labii superioris muscle)는 가쪽 앞니 반대편에 위치한 위턱뼈의 치조연(alveolar border)에서 시작되고 가쪽으로 휘어 입꼬리의 다른 근육들로 연속된다. 안쪽 띠(nasolabialis muscle)는 윗입술과 코사이막 뒤쪽을 연결한다.
양쪽의 안쪽 띠 사이 오목하게 들어간 공간을 인중이라고 하며, 코사이막 아래부터 윗입술까지 존재한다. 아랫입술에 나타나는 추가적인 섬유는 정중선 양쪽에 근육 슬립(incisivus labii inferioris muscle)을 만든다. 이 근육은 턱끝근 가쪽의 아래턱뼈에서 시작하여 입꼬리의 다른 근육들과 섞이게 된다.

## 임상적 중요성
아기에서 한쪽 또는 양쪽의 입둘레근이 없는 채 태어날 수 있는데, 이 경우 영향 받은 쪽의 얼굴이 약간 아래로 처지게 된다.

## 추가 이미지

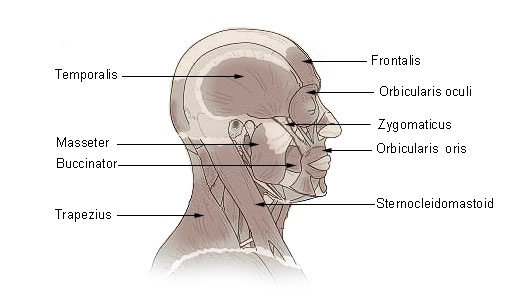
머리와 목의 근육
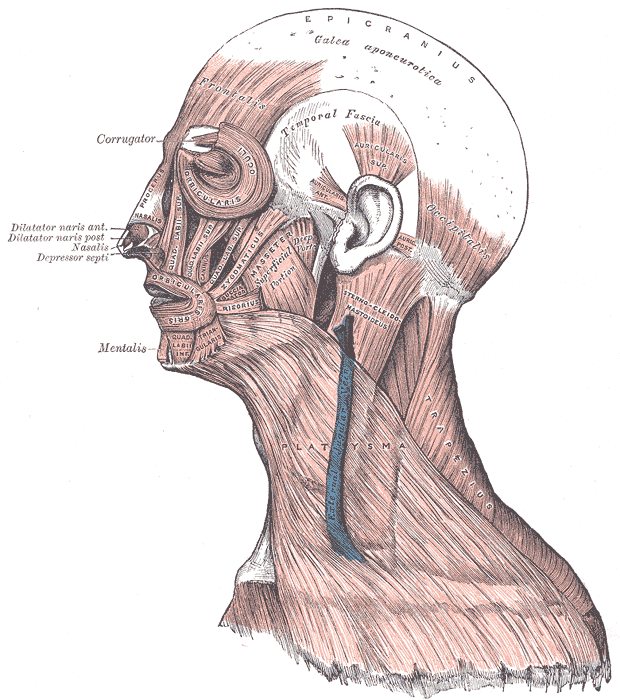
머리와 목의 근육
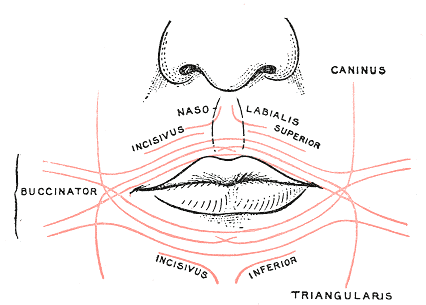
입둘레근 섬유의 배열을 보여주는 그림

## 참고 문헌
이 문서는 현재 퍼블릭 도메인에 속하는 그레이 해부학 제20판(1918) page 384의 내용을 기초로 작성된 글이 포함되어 있습니다.
1. ↑  “orbicularis oris muscle”. TheFreeDictionary : Mosby's Dental Dictionary, 2nd edition. 2008. 2010년 10월 3일에 확인함.
2. ↑  “Muscles - Facial”. BBC : Science & Nature : Human Body & Mind. 2010년 10월 3일에 확인함.
3. ↑  Saladin, "Anatomy & Physiology: The Unity of Form and Function". 5th edition. McGraw Hill. Page 330